# Bursaria
Bursaria es un género de grandes arbustos y pequeños árboles que son nativos de Australia. 

## Taxonomía

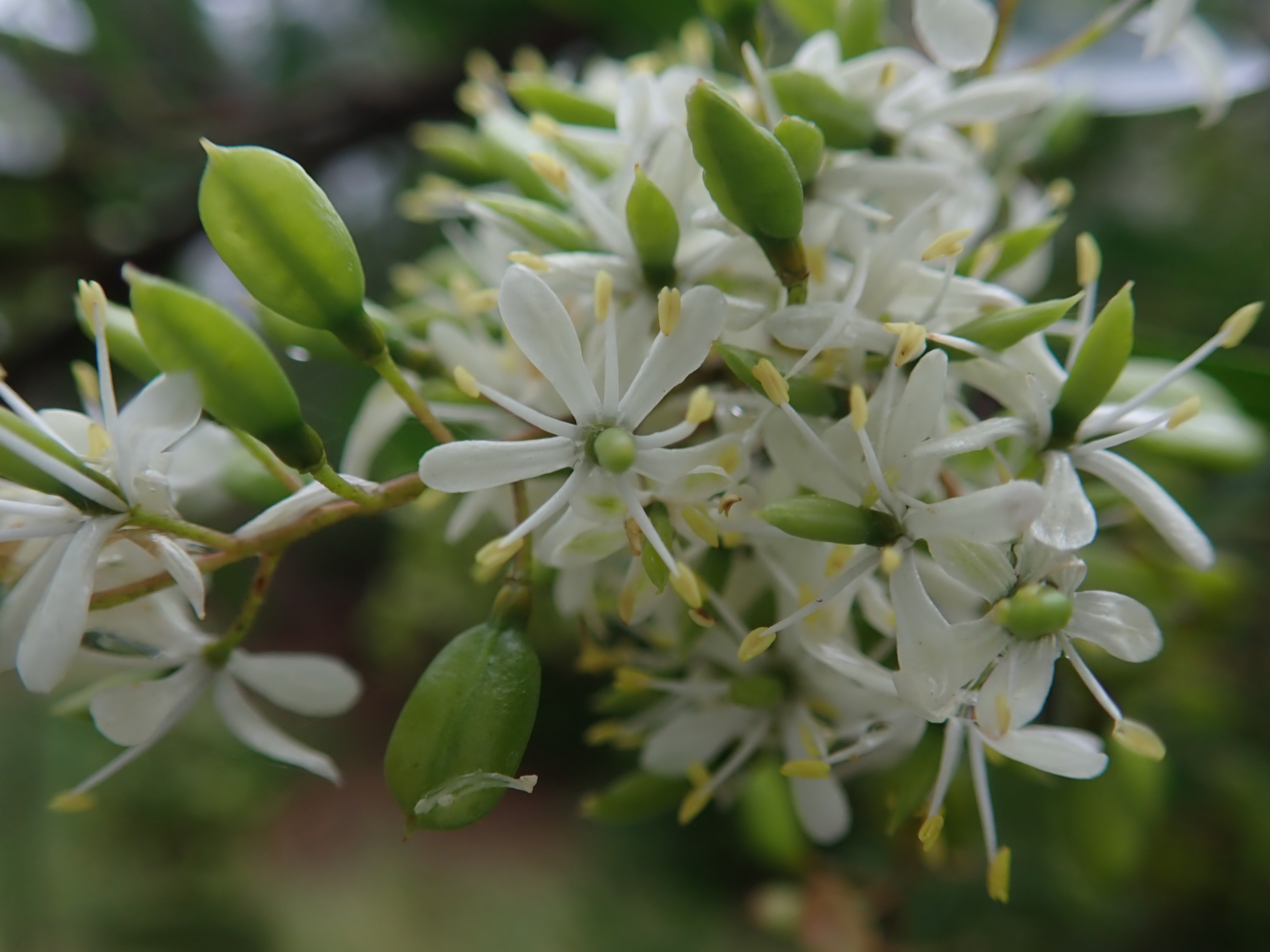
Merri Creek, 15 de febrero de 2020. Flores y frutos de Bursaria Spinosa.

El género fue descrito por Antonio José Cavanilles y publicado en Species Plantarum 1: 281. 1753. La especie tipo es: Bursaria spinosa Cav. 
Etimología
Bursaria: nombre genérico que deriva de la palabra latina bursa que significa "bolsa" que se refiere a la forma de las cápsulas de las semillas.

## Especies
- Bursaria calcicola L.W.Cayzer, Crisp & I.Telford
- Bursaria incana Lindl.
- Bursaria longisepala Domin
- Bursaria occidentalis E.M.Benn.
- Bursaria reevesii L.W.Cayzer, Crisp & I.Telford
- Bursaria spinosa Cav. (Sweet Bursaria o Blackthorn)
- Bursaria tenuifolia F.M.Bailey